# 7013 Trachet
7013 Trachet este o planetă minoră (asteroid), cu un diametru de 5,403 km, din centura de asteroizi. A fost descoperită pe 1 septembrie 1988 la Observatorul La Silla de Henri Debehogne și a fost numită după Tim Trachet⁠(d). 
Obiectul prezintă o orbită caracterizată de o semiaxă mare de 2,742755 UAi, o excentricitate de 0,08, o înclinație de 1,11393 ° în raport cu ecliptica.